# Eublemma goulandrii
Eublemma goulandrii là một loài bướm đêm trong họ Erebidae.